# Cibeuteung Muara
Cibeuteung Muara is een bestuurslaag in het regentschap Bogor van de provincie West-Java, Indonesië. Cibeuteung Muara telt 11.059 inwoners (volkstelling 2010).